# Championnats du monde junior de ski nordique 2013
Navigation
Édition précédente Édition suivante
Les championnats du monde junior de ski nordique 2013  se déroulent du 20 janvier 2013 au 27 janvier 2013 à Liberec en République tchèque, sous l'égide de la fédération internationale de ski. Liberec a déjà organisé les championnats du monde de ski nordique 2009, le festival olympique de la jeunesse européenne en 2011 et plusieurs épreuves de coupe du monde[Laquelle ?] depuis 1984, cette occasion permet également de fêter les 110 ans de la fédération tchèque de ski. L'évènement comprend les championnats du monde junior de ski de fond, de saut à ski et de combiné nordique. Les athlètes doivent être âgés de moins de vingt ans. Parallèlement se tiennent des championnats du monde de ski de fond des moins de 23 ans avec six épreuves au programme.

## Contexte
La particularité des championnats du monde junior de ski nordique est qu'ils ne sont pas outrageusement dominés par les pays scandinaves puisque lors de l'édition de 2012 à Erzurum en Turquie, le classement des médailles fut remporté par la Russie devant la Slovénie et le Japon. La compétition a permis les années précédentes de mettre en valeur de grands espoirs du ski nordique qui plus tard ont confirmé au plus haut niveau tels que Petter Northug, Gregor Schlierenzauer, Therese Johaug, Lukáš Bauer, Samppa Lajunen, Marit Bjørgen, Janne Ahonen, Thomas Morgenstern, Hannu Manninen ou Alessandro Pittin.

## Programme
Quinze épreuves sont au programme des championnats du monde junior : huit en ski de fond, quatre en saut à ski et trois en combiné nordique. Ce chiffre n'a cessé d'augmenter depuis le regroupement des trois disciplines en un seul évènement de dix épreuves en 1991 à quinze depuis 2012.
Parallèlement aux championnats du monde junior se tiennent les championnats du monde de ski de fond des moins de 23 ans. Six épreuves sont programmées.

## Déroulement des épreuves et podiums

### Championnats du monde junior

#### Ski de fond

##### Hommes
| Épreuves                                                          | Or                     | Argent               | Bronze                  |
| ----------------------------------------------------------------- | ---------------------- | -------------------- | ----------------------- |
| Sprint Classique résultats détaillés                              | Lennart Metz (GER)     | Vadim Korolyov (RUS) | Bjørn Vidar Suhr (NOR)  |
| Relais 4 × 5 km Classique et libre résultats détaillés            | Russie                 | Norvège              | Suède                   |
| 10 km Libre résultats détaillés                                   | Dmitri Rostovzev (RUS) | Artem Malzev (RUS)   | Martin Weisheit (GER)   |
| 20 km skiathlon 10 km classique + 10 km libre résultats détaillés | Dmitri Rostovzev (RUS) | Artem Malzev (RUS)   | Alexey Chervotkin (RUS) |

##### Femmes
| Épreuves                                                        | Or                     | Argent                        | Bronze                    |
| --------------------------------------------------------------- | ---------------------- | ----------------------------- | ------------------------- |
| Sprint Classique résultats détaillés                            | Stina Nilsson (SWE)    | Victoria Carl (GER)           | Evgenia Oshchepkova (RUS) |
| Relais 4 × 3,3 km Classique et libre résultats détaillés        | Suède                  | Russie                        | Allemagne                 |
| 5 km Libre résultats détaillés                                  | Victoria Carl (GER)    | Teresa Stadlober (AUT)        | Anastasia Sedova (RUS)    |
| 10 km skiathlon 5 km classique + 5 km libre résultats détaillés | Teresa Stadlober (AUT) | Nadezhda Shuniaeva (de) (RUS) | Alisa Zhambalova (RUS)    |

#### Saut à ski
Les épreuves de saut à ski ont lieu sur le tremplin Ještěd B HS 100 à Liberec.

##### Hommes
| Épreuves           | Or                                                                | Argent                                                                                 | Bronze                                                                        |
| ------------------ | ----------------------------------------------------------------- | -------------------------------------------------------------------------------------- | ----------------------------------------------------------------------------- |
| HS 100             | Jaka Hvala                                                        | Klemens Muranka                                                                        | Stefan Kraft                                                                  |
| HS 100 par équipes | Slovénie- Anze Semenic - Ernest Prislic - Cene Prevc - Jaka Hvala | Pologne- Bartlomiej Klusek - Krzysztof Biegun - Aleksander Zniszczol - Klemens Muranka | Allemagne- Karl Geiger - Michael Dreher - Tobias Loeffler - Andreas Wellinger |

##### Femmes

###### Favorites
Les favorites de l'épreuve individuelle sont les sauteuses en tête du classement de la coupe du monde 2013, et en premier lieu les deux premières Sara Takanashi qui est la tenante du titre 2012, et Sarah Hendrickson qui possède déjà une médaille de bronze acquise en 2010 à Hinterzarten et une d'argent en 2012 à Erzurum. Viennent ensuite la troisième de la coupe du Monde Coline Mattel qui a déjà la panoplie complète, puis Evelyn Insam, et les sauteuses slovènes Katja Požun (médaille de bronze en 2008 à Zakopane), Špela Rogelj (médaille d'argent en 2011 à Otepää), Urša Bogataj, ainsi qu'Ema Klinec qui ne participe pas encore aux coupes du Monde en raison de son âge inférieur aux 15 ans requis. Ces sauteuses slovènes sont favorites pour le concours par équipes. Toutes ces sauteuses confirment leurs statuts de favorites lors des entraînements,.

###### Concours individuel
Le 24 janvier lors de la première manche du concours individuel, les favorites réalisent les meilleurs sauts, Takanashi en tête, suivie d'Insam et Mattel, puis Požun et Bogataj, avec des performances en deçà des attentes pour Sarah Hendrickson seulement 6e et Špela Rogelj 10e, ex æquo avec Pauline Hessler, 14 ans, première sauteuse allemande de cette manche pour son premier concours de niveau mondial.
Lors de la deuxième manche, Takanashi avec 102 mètres réalise de nouveau le meilleur saut de la manche, le seul saut du concours au-delà du HS, et prend la première place du concours : elle garde son titre de championne du Monde Junior, performance uniquement réalisée précédemment par Janne Ahonen en 1993 et 1994. Evelyn Insam confirme sa deuxième place et prend la médaille d'argent. Katja Požun, ex æquo à la deuxième place avec Insam lors de la deuxième manche, remonte d'une place et prend la troisième place pour sa dernière participation en junior : c'est sa deuxième médaille de bronze à des championnats du monde junior, après celle obtenue en 2008 à Zakopane. Coline Mattel, encore à la troisième place après la première manche comme en 2012 à Erzurum, n'est que 7e de la deuxième manche, et échoue au pied du podium. Viennent ensuite Urša Bogataj 5e, puis à un demi point Sarah Hendrickson, quatrième de la manche qui termine 6e, Špela Rogelj qui remonte à la 7e place grâce à la cinquième performance de la manche. Avec la neuvième place d'Ema Klinec, la Slovénie place ses quatre sauteuses dans les neuf premières, ce qui place l'équipe en favorite absolue pour le concours par équipe,.

###### Concours par équipes
En effet, le 26 janvier 2013, l'équipe slovène est en tête dès la première manche, avec Urša Bogataj, Ema Klinec et Špela Rogelj chacune en tête de leur groupe, et Katja Požun devancée dans son groupe uniquement par Takanashi et Hendrickson ; d'ailleurs, elles se placent individuellement au places numéro 2, 3, 5 et 6 de la manche. Elles ont 120,5 points d'avance sur la France. Elles accentuent leur avance en deuxième manche, et emportent la médaille d'or avec 222 points d'avance. La médaille d'argent est remportée par l'équipe de France, et celle de bronze par l'équipe d'Allemagne, qui grâce au deuxième total de point de la deuxième manche, remonte de la cinquième place à laquelle elle était reléguée à la suite de la disqualification de Pauline Hessler pour cause de combinaison non conforme. Vient ensuite l'équipe de Norvège, quatrième à 2,5 points, puis l'équipe du Japon, cinquième, remontant de sa place de huitième et dernière à la première manche, pour cause de disqualification de Yuka Kobayashi en raison de son poids insuffisant.

###### Tableau des médailles
| Épreuves           | Or                                                               | Argent                                                                | Bronze                                                                        |
| ------------------ | ---------------------------------------------------------------- | --------------------------------------------------------------------- | ----------------------------------------------------------------------------- |
| HS 100             | Sara Takanashi                                                   | Evelyn Insam                                                          | Katja Požun                                                                   |
| HS 100 par équipes | Slovénie- Urša Bogataj - Ema Klinec - Špela Rogelj - Katja Požun | France- Léa Lemare - Océane Avocat-Gros - Julia Clair - Coline Mattel | Allemagne- Ramona Straub - Pauline Hessler - Svenja Würth - Katharina Althaus |

#### Combiné nordique
| Épreuves             | Or                                                                          | Argent                                                                         | Bronze                                                                |
| -------------------- | --------------------------------------------------------------------------- | ------------------------------------------------------------------------------ | --------------------------------------------------------------------- |
| Gundersen 10 km      | Manuel Faißt                                                                | David Welde                                                                    | Han Hendrik Piho                                                      |
| Gundersen 5 km       | Manuel Faißt                                                                | Théo Hannon                                                                    | Kristjan Ilves                                                        |
| Par équipes 4 × 5 km | Allemagne- Michael Schuller (de) - Jakob Lange - David Welde - Manuel Faißt | Autriche- Franz-Josef Rehrl - Paul Gerstgraser - Thomas Jöbstl - Philipp Orter | Japon- Go Yamamoto - Go Sonehara - Shota Horigome - Takehiro Watanabe |

### Championnats du monde de ski de fond des moins de 23 ans

#### Hommes
| Épreuves                                                          | Or                        | Argent              | Bronze               |
| ----------------------------------------------------------------- | ------------------------- | ------------------- | -------------------- |
| Sprint Classique résultats détaillés                              | Federico Pellegrino (ITA) | Juho Mikkonen (FIN) | Jewgeni Below (RUS)  |
| 15 km Libre résultats détaillés                                   | Sergueï Oustiougov (RUS)  | Jewgeni Below (RUS) | Thomas Bing (GER)    |
| 30 km skiathlon 15 km classique + 15 km libre résultats détaillés | Sergueï Oustiougov (RUS)  | Jewgeni Below (RUS) | Mark Starostin (KAZ) |

#### Femmes
| Épreuves                                                            | Or                   | Argent                    | Bronze                |
| ------------------------------------------------------------------- | -------------------- | ------------------------- | --------------------- |
| Sprint Classique résultats détaillés                                | Elena Soboleva (RUS) | Sandra Ringwald (GER)     | Hanna Kolb (GER)      |
| 10 km Libre résultats détaillés                                     | Ragnhild Haga (NOR)  | Anastassiya Slonova (KAZ) | Debora Agreiter (ITA) |
| 15 km skiathlon 7,5 km classique + 7,5 km libre résultats détaillés | Ragnhild Haga (NOR)  | Debora Agreiter (ITA)     | Kari Øyre Slind (NOR) |